# Rhipidocotyle elongata
Rhipidocotyle elongata är en plattmaskart. Rhipidocotyle elongata ingår i släktet Rhipidocotyle och familjen Bucephalidae. Inga underarter finns listade i Catalogue of Life.